# Valendas
Valendas (rätoromanska: Valendau) är en ort och tidigare kommun i regionen Surselva i kantonen Graubünden, Schweiz. Kommunen blev 2013 en del av den nya kommunen Safiental.
Området ligger på den södra sidan av floden Vorderrhein, och förutom samhället Valendas ligger här också byarna Carrera, Brün, Dutjen and Turisch. Samhället är av typen haufendorf (en oplanerad och tätt packad samling hus samlade runt ett centralt torg).